# اندیس آنومالی شرق سلماس
آنومالی شرق سلماس یک اندیس فلزی است که در حوالی شهر سلماس استان آذربایجان غربی قرار دارد و مادهٔ معدنی موجود در آن، طلا است.سنگ میزبان این اندیس دیوریت، گرانودیوریت، گابرو، پریدوتیت، مرمر و سنگ‌های ولکانیک اسیدی است  در این اندیس، پاراژنز‌های آپاتیت، باریت، بیوتیت، اپیدوت، هماتیت، ایلمنیت، مگنتیت، فلوگوپیت، زیرکن، شئلیت یافت می‌شوند.